# Aurelia Cotta
Aurelia Cotta of Aurelia (120 v.Chr. - 54 v.Chr.) was de moeder van Julius Caesar.

## Familie
Zij was dochter van Rutilia en Lucius Aurelius Cotta, een lid van de invloedrijke Romeinse familie der Aurelii Cottae. Haar vader was consul in 119 v.Chr. en zijn vader, die ook Lucius Aurelius Cotta heette, was consul geweest in 144 v.Chr. Haar moeder, Rutilia, was een telg van de gens Rutilia, die ook consuls onder haar rangen telde.
Haar drie halfbroers waren allen consuls: Gaius Aurelius Cotta in 75 v.Chr., Lucius Aurelius Cotta in 74 v.Chr. en Marcus Aurelius Cotta in 65 v.Chr. Zij waren de zonen uit het tweede huwelijk van haar moeder, Rutilia, met haar oom aan haar vaders kant: Gaius Aurelius Cotta.
Aurelia trouwde met een praetor: Gaius Julius Caesar Strabo. Haar echtgenoot stierf in 85 v.Chr. of 84 v.Chr. Ze hadden samen drie kinderen: Julia Caesaris maior, Julia Caesaris minor en Gaius Julius Caesar (de latere dictator).

## Reputatie
De historicus Tacitus beschouwt haar als een ideale Romeinse matrona en slaat haar hoog aan. Ze wordt door hem beschouwd als de ideale moeder naast Cornelia, de moeder van de Gracchen. Plutarchus beschrijft haar als een “strenge en respectabele” vrouw. Hoogst intelligent, onafhankelijk en vermaard voor haar schoonheid en gezond verstand, stond Aurelia in hoog aanzien in Rome.

## Rol in de opvoeding van Caesar
Aurelia en haar familie hadden veel invloed op de opvoeding en de veiligheid van haar zoon. Haar man, Gaius Julius Caesar Strabo, was vaak van huis. De taak om hun zoon op te voeden, rustte dus vooral bij Aurelia. Desalniettemin kreeg hij een voortreffelijke opvoeding. Toen Caesar ongeveer 18 jaar oud was, werd hij door de toenmalige dictator van Rome, Lucius Cornelius Sulla, bevolen te scheiden van zijn jonge vrouw Cornelia. Caesar weigerde resoluut. Zo bracht hij zichzelf echter in groot gevaar (uitgaande van Sulla). Aurelia werd verwikkeld in de petitie om haar zoon te redden en samen met haar broer, Gaius Cotta, verdedigde ze Caesar - met succes - tegen de dictator Lucius Cornelius Sulla. Nadat Cornelia in 68 v.Chr. was gestorven, zou Aurelia de opvoeding van haar kleindochter Julia op zich nemen.
Het was ook Aurelia, die tijdens het Bona-Dea-feest van 62 v.Chr., dat in het huis van haar zoon plaatsvond, de als vrouw verklede Publius Clodius Pulcher ontdekte. Deze had blijkbaar een affaire met haar schoondochter Pompeia Sulla, de tweede echtgenote van haar zoon. Caesar liet zich daarop van Pompeia scheiden.
Ze zou in 54 v.Chr. overlijden, terwijl haar zoon in Gallië was.

## Trivia
In 1991 werd een inslagkrater op de planeet Venus naar haar vernoemd.

## Referentie
- H.G. Gundel, art. Aurelius (I 28), in KP I (1964), coll. 765-766.